# Ácido guanílico
El Ácido guanílico conocido también como 5'-Ácido guanílico y abreviado como GMP, se trata de un nucleótido que se encuentra en el RNA de ciertos tejidos animales. Se trata de un éster del ácido fosfórico con el nucleósido guanosina. El GMP consiste principalmente del grupo funcional fosfato, la pentosa en forma de azúcar ribosa y el nucleobase guanina. El monofosfato de guanosina se produce de forma natural en los pescados curados.

## Usos
Se suele emplear en la industria alimentaria de productos procesados para saborizar las mezclas deshidratadas de caldos y sopas mediante el resalte de sabor mediante el uso de glutamato monosódico (GMS) y los ácidos inosínico y guanílico o sus sales fosfatadas (IMF y GMF, respectivamente), solos o combinados para lograr un efecto sinergístico.

## Tabla de los números E
Otros saborizantes relacionados con el ácido guanílico son:
| Número E | Nombre                | Fórmula        | CAS        |
| -------- | --------------------- | -------------- | ---------- |
| E 626    | Guanosina monofosfato | C10H14N5O8P    | 85-32-5    |
| E 627    | Guanilato disódico    | C10H12N5O8PNa2 | 13474-02-7 |
| E 628    | Guanilato dicálcico   | C10H12N5O8PK2  | 3254-39-5  |
| E 629    | Guanilato de calcio   | C10H12N5O8PCa  | 38966-30-2 |